# Ommatidium

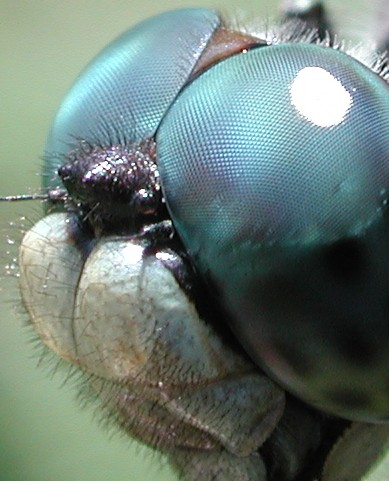
Het oog van een libel bestaat uit vele ommatidia

Een ommatidium is bij geleedpotigen als insecten en schaaldieren een deeloogje. Alle ommatidia of deeloogjes samen vormen bij een geleedpotige een samengesteld oog of facetoog. Elk deeloogje bestaat uit een groep lichtgevoelige cellen, die wordt omgeven door steunweefsel en door pigmenthoudende cellen. De bovenkant van een deeloogje is bedekt met een doorzichtig hoornvlies. Ieder deeloogje is geïnnerveerd (van zenuwen voorzien) door een zenuwbundel die bestaat uit zes tot negen axonen. Een enkel deeloogje verschaft de hersenen van een geleedpotige één eenheid aan beeldinformatie. Het aantal ommatidia varieert per soort geleedpotige, van slechts vijf in een antarctische soort pissebed, tot wel 30.000 bij de echte libellen en bij sommige soorten pijlstaarten.
Bij de geleedpotigen komen ook andere oogtypes voor, zoals ocelli bij spinnen, en stemmata bij larven. 